# Маудуди, Абу-ль-Аля
Абу-ль Аля Маудуди (урду ابو الاعلىٰ مودودی‎; 25 сентября 1903, Аурангабад (Махараштра) — 22 сентября 1979, Буффало, США) — известный мусульманский просветитель, государственный деятель, философ, историк, социолог, журналист и учёный. Основатель, идеолог и лидер партии «Джамаат-и-Ислами». Канадский религиовед Уилфред Кантуэлл Смит называл его "самым последовательным мыслителем современного ислама". Его богословские труды и политическая деятельность оказали существенное влияние на развитие политического ислама и на таких его представителей как аятолла Хомейни, Сейид Кутб, Абдулла Аззам. Ввел в политический дискурс понятия "исламская революция" и "исламское государство".
Во время борьбы за независимость в Индии выступал против ее разделения. После ее распада, он и его сторонники выступали за исламизацию Пакистана, которое в определенной мере было осуществлено при правлении Мухаммада Зия-уль-Хака.
Маудуди был одним из основателей и деятелей Исламского университета Медины.

## Биография
Абуль-Ала Маудуди родился в селе Аурангабад (княжество Хайдарабад). Его предком был Кутбуд-дин Маудуди, шейх тариката кубравитов. Он был младшим из трех сыновей адвоката Ахмада Хасана. До 11 лет получал образование дома от учителей и своего отца по религиозным наукам, арабскому и персидскому языкам, логике. В детстве перевел с арабского на урду феменистскую работы "Новая женщина" египетского модерниста Касима Амина. Чуть позже он перевел огромный по объему труд ( 3500 страниц)  "Асфар" персидского мистического мыслителя Муллы Садра.
В одиннадцатилетнем возрасте поступил в медресе в Аурангабаде, основанное Шибли Номани, которые в своей учебной практике пытался синтезировать традиционное исламское образование и современные западные науки. Там Маудуди познакомился с философией и естествознанием, к которым сохранял интерес до конца жизни.
В 16 лет познакомился с трудами своего дальнего родственника, реформиста Сейида Ахмада Хана. Также  усиленно изучал английский и немецкий языки, западную философию, социологию, историю в течение пяти лет, в результате чего пришел к выводу, что исламские ученые прошлого не стремились понять причин подъема западной цивилизации и привел список европейских мыслителей, таких как Фихте, Гегель, Вольтер, Конт, Руссо, Гете, Дарвин и другие, благодаря которым состоялась доминация Европы над другим миром.
Позже закончил свое образование, получил диплом, но отказался считать себя "алимом" в формальном смысле, так как считал исламских ученых отжившей интеллигенцией, несмотря на определенное влияние учения Деобанди на него.

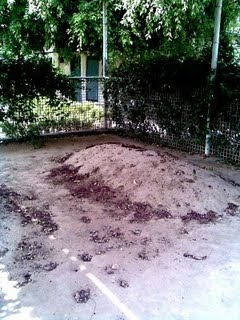
Могила Маудуди

## Политическая деятельность
Маудуди выступал как против колониальных властей, так и против политики Махатмы Ганди. Он стремился объединить индийских мусульман и боролся с мусульманскими сектами (ахмадитами и др.), которые по его мнению мешали объединению. В 1938 году для совместного участия в освободительном движении к Маудуди приехал Мухаммад Икбал. Маудуди хотел создать независимое исламское государство на севере Индии. Для этого он создал партию «Джамаат-и-ислами». После раздела Британской Индии он приехал жить в Лахор.
Противники исламизации Пакистана обвинили его в антигосударственной деятельности, и он был заключён в тюрьму. В 1950 году его отпустили на свободу и он снова стал участвовать в общественно-политической жизни Пакистана. Он открыто выступил против ахмадитов в Лахоре, и за это в 1953 году его арестовали и приговорили к смертной казни. Вскоре приговор был отменен, а сам Маудуди был освобождён из заключения. В 1958 году к власти пришёл Мухаммед Айюб Хан. При нём были запрещены все оппозиционные партии и группы, но это не помешало Маудуди продолжать деятельность в своей партии. В 1972 году состояние здоровья Маудуди ухудшилось и его сменил Мухаммад Туфайл.

## Индо-пакистанская война
В 1965 году началась война между Индией и Пакистаном. Маудуди призвал всех граждан страны принять участие в этой войне, а его партия «Джамаат-и-Ислами» приняла активное участие в боевых действиях.

## Богословская деятельность
Маудуди писал книги по различным аспектам исламской религии. Он известен своими работами по корановедению, теории исламского религиозно-политического движения, основам исламского государства и экономики.
Маудуди опровергал различные деноминации (ахмадиты и др.) и подвергал критике западный образ жизни (капитализм и социализм). Маудуди является автором толкования Корана «Тафхим аль-Куран».

## Взгляды и идеология
Был сторонником модернизации Ислама, но противостоял его вестернизации.Он соглашался с другими исламскими модернистами в том, что ислам ни в чем не противоречит разуму и превосходит другие религиозные системы в рациональной аргументации. С другой стороны, он не признавал разум как "последний авторитет" и считал, что с его помощью человек не может делать заключения относительно Откровения.

##### Гендерный подход
С точки зрения Маудуди, "женская видимость" на базарах, в колледжах, кино, литературе, использование ими макияжа являются "вопиющими знаками морального разложения".
Что касается социальной сегрегации полов, он проповедовал, что мужчины должны избегать смотреть на женщин, кроме своих жен, матерей, сестер и т.д. (махрам), а тем более пытаться познакомиться с ними. Он выступал против контроля над рождаемостью и планирования семьи как  "восстания против законов природы", что является отражением потери веры в Бога - который является распорядителем человеческой популяции, — и ненужного, поскольку рост населения ведет к экономическому развитию.

##### Взгляд на культуру
Маудуди считал музыку и танцы социальным злом, которые проявляются в обществе из-за игнорирования исламских принципов.

##### Экономика и общественная формация
Он называл капитализм "сатанинской экономической системой", которая начинается с "отложенности некоторого куска потребления ради последующих инвестиций". Экономический порядок, заложенный в Исламе, по его мнению, который отрицает ростовщичество и фьючерсные сделки, является эталоном, не требующий для себя дополнений, "высокопарных слов и большой организации". Также критиковал и испытывал антипатию к социализму как "безбожной системе" порабощения и эксплуатации народа государством, где подменены понятия: причинами зла капиталистической системы являются не прибыль и экономическая несправедливость, а забвение добродетели и нравственного представления как призмы, через которую смотрит человек на мир.

##### Отношение кимперии Моголов
Считал веру могольского императора Акбара Великого в "универсальность человеческой духовности"  (дин-е-илахи)  формой вероотступничества. 

## Отзывы и критика
Пакистано-американский исламовед Мариам Джамила описывает риторику Маудуди, включающую в себя широкий набор современных, нетрадиционных исламских идей и западных идиом и концептов: « Ислам был революционной идеологией и динамично развивающимся движением, Джамаат-и-Ислами была "партией", завершенным исламским кодом в исламской практике и теории жизни. Его энтузиазм в использовании западных концептов заражал тех, кто восторгался им, вдохновляя их распространять "манифесты, программы и проекты", чтобы возвестить миру об "исламском возрождении".»